# قاسم عمر (لاعب كريكت)
قاسم عمر (9 فبراير 1957 - ) (بالإنجليزية: Qasim Umar)‏ هو لاعب كريكت كيني.

## وصلات خارجية
- قاسم عمر على موقع إي آس بي آن كريك إنفو (الإنجليزية)